# Alchemilla kurdica
Alchemilla kurdica é uma espécie de rosácea do gênero Alchemilla, pertencente à família Rosaceae.